# Телейтоспори

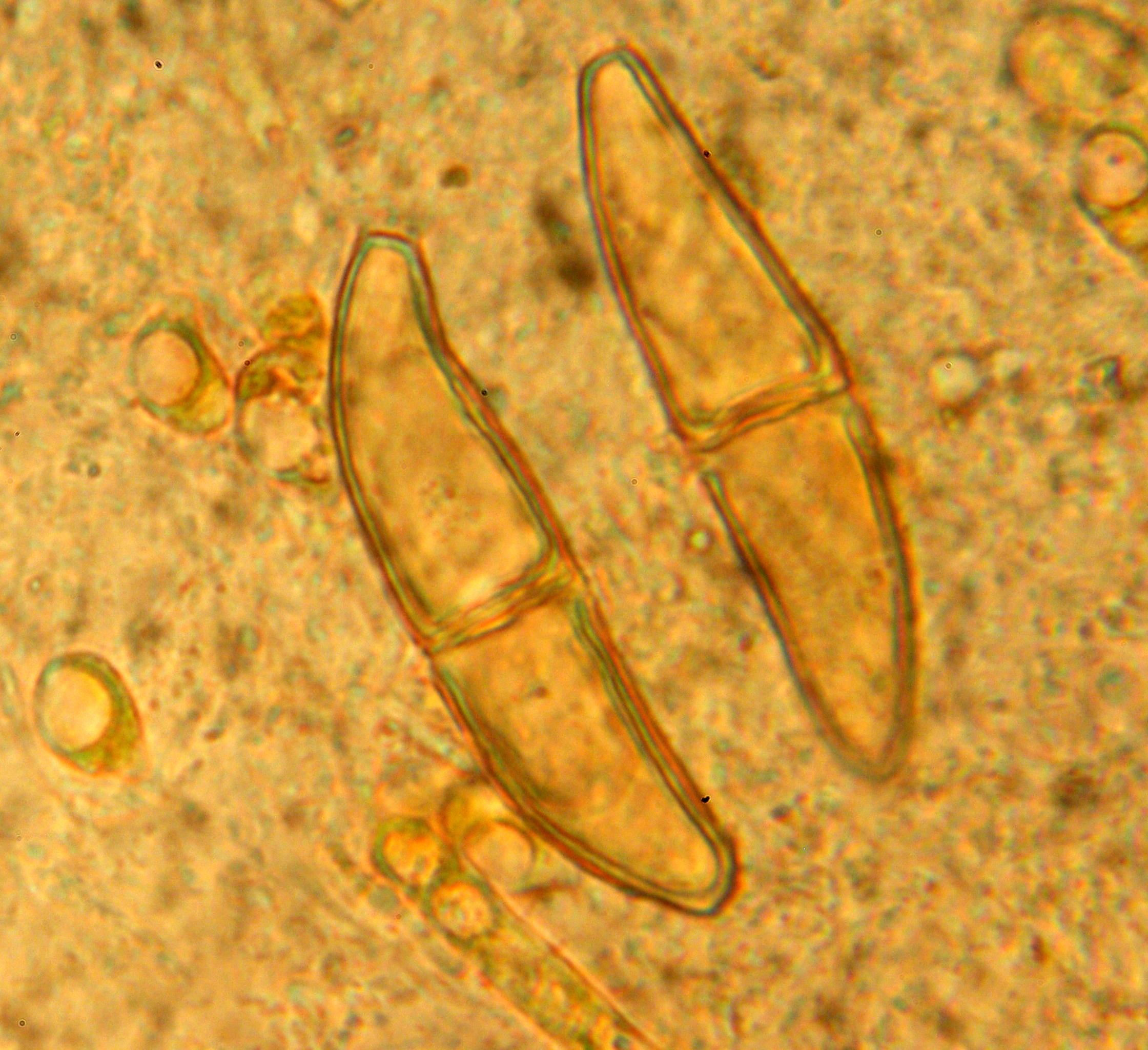

Телейтоспори (від грецької teleuté — кінець і спори) — один з видів спор (переважно зимуючих) в іржастих грибів.

## Будова
До кінця літа на місці уредоспор на тому ж двоядерному міцелії утворюються телетоспори гриба. У іржастих грибів вони розміщуються у телеспороносіях (пустулах), що вкривають епідерміс. Телейтоспори необхідні для зимування гриба. Спочатку вони, так само як і міцелій, що їх утворює, містять два незлиті ядра. Вони зимують на стерні злаків і здатні залишатися живими протягом усієї зими під снігом. Весною відбувається об'єднання двох ядер (каріогамія), таким чином відбувається статевий процес розмноження. В результаті злиття двох ядер утворюється ядро з двома наборами хромосом — діплоїдне ядро. Цей процес відбувається до проростання спорів. Потім диплоїдне ядро ділиться двічі, в результаті чого утворюється 4 гаплоїдних (з одним набором хромосом) ядра. На кожній клітині телейтоспори розвивається базидія — безколірна клітина, розділена перегородками на 4 частини. Від кожної частини відходить безколорний вирост стеригма, що звужується до кінчика, на кінці якої утворюється базидіоспора, що містить одне гаплоїдне ядро. Далі спора потрапляє на субстрат (листок рослини) і проростає.